# 卡利科950手槍
卡利科950（英語：Calico M950）是一款由美国俄勒冈州高地縣槍械製造商卡利科轻兵器所研製和生產的彈筒供彈式半自動手槍（也可以劃為卡賓槍型武器），發射9×19毫米帕拉貝倫手枪子彈。

## 設計
卡利科系列槍械最大的特徵就是其高容量的圓柱形螺旋供彈可拆卸式彈筒、伸縮式槍托和塑料槍身。其彈筒是由設計師邁克爾·米勒和沃倫斯·托克頓於1985年設計。彈筒內部的子彈會沿著螺旋導槽，並且以螺旋方式排列，一直延伸到供彈口。它安裝於槍托的上方，令其在一個比較狹窄的空間內的彈數都可以維持在50—100發以內。其保險桿設置於扳機前方。照門則為塑料彈筒外殼的一部分。卡利科960衝鋒槍在射擊後彈殼會像FN P90般向下拋掉。另外其護木下的前握把亦有助減少後座力，從而提升射擊精度。
要注意的重點是，發射.22 LR的卡利科輕武器系統是一種獨立於9毫米口徑設計的產品，槍族之間的大部份零件並
不能共用。
儘管於當時在設計上可算是十分的前衛，然而卡利科系列槍械的缺點是螺旋供彈系統顯得較複雜，很容易出現卡彈故障。因此該系列在市場上長期銷售不佳，也從來沒有任何軍隊和執法機關大量採用。

## 流行文化

### 電影
- ：由江浪（梁朝偉飾演）所使用，全自動射擊。
- ：由卡佛的手下所使用。
- ：作品中登場的架空武器「Corellian Arms CR-2 Heavy Blaster Pistol」是以M950A為原型。

### 电子游戏
- 1999年—《寄生前夜II（日语：パラサイト・イヴ2）》：劇情獎勵，其後可在破關獎勵藉由商店取得。以100發螺旋彈筒供彈，可全自動射擊。
- 2004年—《铁血联盟2：野火》：由敌方AI士兵大量持有。
- 2007年—《絕對武力Online》：最早於韓國版2015年3月12日推出並同時推出透過武器強化系統升級的兩个強化型外觀。命名為「M950」，使用啞黑色槍身，以50發螺旋彈筒供彈，只能半自動射擊。港台地區於2015年3月24日推出，中國大陸地區於2015年3月25日推出，兩者都並無特別命名。另外亦有一種改進版：
  - M950 Attack：為M950的改進型，使用啞黑色槍身，改以虛構的58發螺旋彈筒供彈，並且裝上了握把、雷射瞄準器和以特製導軌支架裝上的光学瞄准镜，可全自動射擊。港台地區於2016年2月2日推出，命名為「艾塔克M950」；中國大陸地區於2016年2月3日推出，命名為「黯夜流光」。
- 2012年—《战争前线》：命名为“Calico M950”，使用20发螺旋弹筒供弹，以副武器之姿出现并可被所有职业使用，三发点放，为专家解锁武器，可以改裝枪口配件（通用消音器、手槍消音器、手槍制退器、手槍刺刀）以及瞄准镜（EOTECH 553全息瞄准镜、绿点全息瞄准镜、红点瞄准镜、手枪瞄准镜）。
  - 目前中国大陆服务器尚未实装，欧美与俄罗斯服务器均已实装。
- 2015年—《Fate/Grand Order》：2016年4月27日活動「Fate/Accel Zero Order （フェイト／アクセルゼロオーダー）」起，型號為M950A，由Assassin（成為仰止之守護者而Servant化的Fate/Zero主角衛宮切嗣）所使用，並作為其情人節回禮概念禮裝「子彈與槍」中最明顯的武器。
- 2015年—《少女前线》：為五星戰術人型，可在普通製造中取得。

### 動畫
- 2011年—《Fate/Zero》：型號為M950A，由主角衛宮切嗣所使用，後來也成為衛宮士郎的最終防身武器。

## 外部連結
- （英文）—官方網站—MODELS
- （英文）—Modern Firearms—Calico M960 submachine gun （页面存档备份，存于）
- （英文）—The Firearm Blog.com—
  - Odd Guns: The Calico M-900 9mm （页面存档备份，存于）
  - Calico Field Strip (100 Round 9mm Magazine!) （页面存档备份，存于）
- （繁體中文）—Civilian Gunner—Calico 950 （页面存档备份，存于）
- （简体中文）—D Boy Gun World（槍炮世界）—卡利科枪族 （页面存档备份，存于）